# Медаль «За материнство»
Медаль «За материнство» (болг. Медал за майчинство) — государственная награда Народной республики Болгария. Медаль была учреждена 13 декабря 1950 года в виде двух степеней. Первая степень вручалась за рождение и воспитание четырёх детей, вторая — за рождение и воспитание трех детей. С 1966 года был изменён дизайн медали и оставлена лишь одна степень (первая), но вручалась она за рождение и воспитание троих детей.
Медаль чеканилась на Государственном монетном дворе.

## Описание медали
Медали первого типа изготавливались: первая степень из жёлтого металла, вторая из белого и носились на банте из небесно-голубой ленты. На аверсе изображены мать с двумя детьми и бюст Георгия Димитрова. На реверсе изображался рельефный герб Народной республики Болгария.
Медали второго типа чеканились из жёлтого металла, носились на металлической колодке цветов флага и на реверсе имели надпись на болгарском языке «Медал за майчинство».

## Интересные факты
Прообразом медали, скорее всего, послужила советская «Медаль материнства», учреждённая в 1944 году. Обе медали имели относительно схожий внешний вид и статут. По статуту для награждения медалью второй степени в СССР надо было родить и воспитать 5 детей, в НРБ — 3 (для первой степени — 6 и 4 соответственно).